# Lagerbuch
Lagerbuch ist ein Fachbegriff des Archivwesens.
Ein Lagerbuch ist ein handschriftliches Verzeichnis der Besitzungen und der damit verbundenen Einkünfte, die zu einer bestimmten Herrschaft oder einer Verwaltungseinheit (Amt) gehörten. Sie kamen im 15. Jahrhundert auf und sind die Nachfolger der bis dahin üblichen Urbare,  Salbücher und Zinsrodel (Rotuli). Lagerbücher wurden bis ins 18. Jahrhundert hinein angelegt. Der Begriff wird aber auch synonym zum Begriff Urbar (Verzeichnis) gebraucht. Er ist besonders beliebt in Württemberg, wird aber auch im Rheinland gebraucht. Im badischen Archivwesen heißen Lagerbücher Beraine.
Es handelt sich dabei nicht um beliebig erweiterbare Aktenbündel, sondern um gebundene Bücher. Deshalb mussten sie oft aktualisiert werden, woraus dann die alternative Bezeichnung Erneuerung entstand.
Gewöhnlich beginnen Lagerbücher mit einer Vorrede, in dem der Anlass der Verzeichnung und die Namen des Schreibers und der beteiligten Amtspersonen und Zeugen genannt sind.
In der Regel sind Lagerbücher im Hauptteil alphabetisch nach den Orten gegliedert und führen jeden Hof und Besitztitel einzeln auf. Dort sind auch die jeweiligen Bauern bzw. Lehnsnehmer vermerkt, deren Namen nach deren Tod gestrichen und durch den des Nachfolgers ergänzt wurde. Außerdem enthalten sie oft auch allgemeine Angaben zu den Rechtsverhältnissen und Auszüge aus älteren Urkunden.
Ein Lagerbuch wurde, nachdem es neu erstellt war, den betroffenen Bauern vorgelesen und von diesen durch Eid bestätigt. Es war damit ein zentrales Dokument zur Klärung der Rechtsverhältnisse zwischen Herr und Untertanenschaft und Grundlage einer geordneten Verwaltung.
Die Qualität der Lagerbücher hing vom Ausbildungsstand des Verwaltungspersonals ab, so dass die Verzeichnisse für das Herzogtum Württemberg meist ungleich professioneller wirken als die Bücher kleiner geistlicher und weltlicher Herren, die meist von diesen selbst geschrieben waren.
Heute sind die Lagerbücher eine der wichtigsten Quellengattungen für die geschichtliche Landeskunde und andere Teildisziplinen der Geschichts-, Kulturwissenschaft und der Genealogie.
Der Großteil der erhaltenen Lagerbücher wird jetzt im Hauptstaatsarchiv Stuttgart und den anderen baden-württembergischen Staatsarchiven aufbewahrt.
In einigen Gegenden, so etwa in Baden, hat sich der Begriff des Lagerbuches in Bevölkerung und Verwaltung so verfestigt, dass heute noch vielfach von einer „Lagerbuchnummer“ anstelle der Flurstücksnummer gesprochen wird.
Beispiele: Burger Lagerbuch